# 蒂维耶
蒂维耶（法語：Thiviers，法語發音：[tivje]）是法国多尔多涅省的一个市镇，位于该省北部，属于农特龙区。

## 地理
蒂维耶（45°25'3"N, 0°55'17"E）面积27.77 平方千米，位于法国新阿基坦大区多爾多涅省，该省份为法国西南部内陆省份，是法國本土面积第三大的省，大致对应佩里戈尔地区，北起顺时针与夏朗德省、上维埃纳省、科雷兹省、洛特省、洛特-加龙省、吉倫特省和滨海夏朗德省接壤。
与蒂维耶接壤的市镇（或旧市镇、城区）包括：圣若里德沙莱、圣保罗拉罗什、楠特伊、伊勒河畔科尔尼亚克、埃泽拉克、沃纳克、科勒河畔圣让、圣罗曼和圣克莱芒。

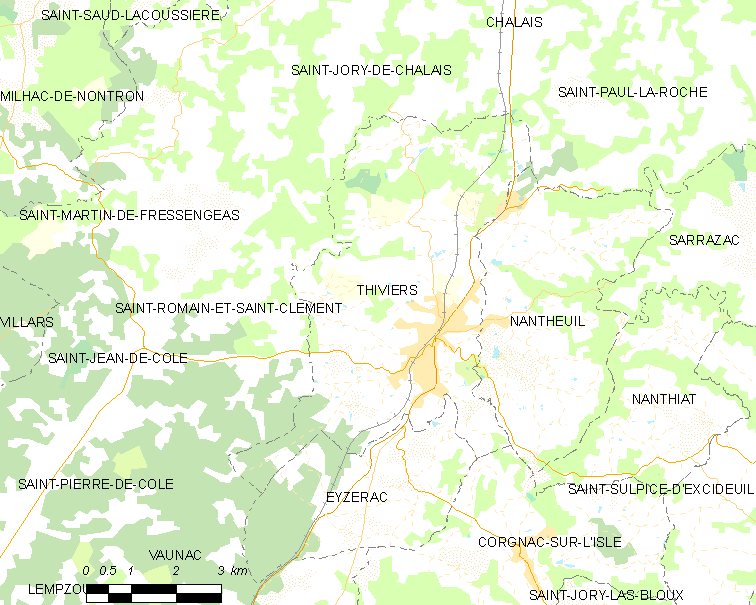
蒂维耶的OSM定位图

蒂维耶的时区为UTC+01:00、UTC+02:00（夏令时）。

## 行政
蒂维耶的邮政编码为24800，INSEE市镇编码为24551。

## 政治
蒂维耶所属的省级选区为蒂维耶县。

## 人口

1962-2008年间蒂维耶人口变化图示

蒂维耶于2022年1月1日时的人口数量为2889人。